# Mistrzostwa Świata Kobiet w Biegach Ulicznych 1990
8. Mistrzostwa Świata Kobiet w Biegach Ulicznych – zawody lekkoatletyczne zorganizowane pod egidą IAAF w Dublinie w 1990 roku. Rywalizowano w biegu na dystansie 15 kilometrów. 

## Rezultaty
| Konkurencja:  | 1. miejsce   | Rezultat | 2. miejsce            | Rezultat | 3. miejsce   | Rezultat |
| Indywidualnie | Iulia Negura | 50:14    | Francie Larrieu-Smith | 50:15    | Zhong Huandi | 50:19    |
| Drużynowo     | Portugalia   | 27 pkt.  | ZSRR                  | 47 pkt.  | RFN          | 62 pkt.  |